# Olof Tonning
Olof Tonning, född 3 juli 1861 i Västra Tommarps församling, Malmöhus län, död 22 april 1922 i Hammarlövs församling, Malmöhus län, var en svensk lantbrukare och riksdagsman. Han var ledamot av första kammaren för Malmöhus läns valkrets 1908–1911.